# Kathrin Hölzl
Kathrin Hölzl (n. 18 iulie 1984, Berchtesgaden, Bavaria, Germania) este o schioară germană. Cel mai bun rezultat al ei fiind câștigarea în 2009 a titlului de campioană mondială la slalom uriaș. Ea este printre cele mai bune schioare din lume la slalom și slalom uriaș.

## Campionatul mondial
- Saison 2009/10: 8. Total puncte, locul 1. Cupa Slalom uriaș
- 6 medalii, din care 2 de aur:

| Data              | Locul | Țara    | Disciplina   |
| ----------------- | ----- | ------- | ------------ |
| 28 noiembrie 2009 | Aspen | USA     | slalom uriaș |
| 28 decembrie 2009 | Lienz | Austria | slalom uriaș |

## Campionatul european
| Data              | Locul     | Țara   | Disciplina   |
| ----------------- | --------- | ------ | ------------ |
| 14 decembrie 2005 | Alleghe   | Italia | slalom uriaș |
| 11 februarie 2006 | Roccaraso | Italia | slalom uriaș |